# Gramalote
Gramalote è un comune della Colombia facente parte del Dipartimento di Norte de Santander.

## Ubicazione
La municipalità di Gramalote si trova nella cordigliera orientale; il suo rilievo è un aspetto montuoso, molto ripido, che in alcuni punti presenta attrattive aree rocciose.

## Geografia antropica

### Suddivisioni amministrative
La divisione amministrativa dei territori che costituiscono la municipalità è di 24 zone rurali e l'area urbana.
Le zone rurali sono: San Jorge, San José, Zumbador, Santa Bárbara, Boyacá, Violetas, La Garza, Villanueva, Ricaurte, Fátima, Cadral, San Isidro, Mirador, Triunfo, Jácome, Santa Anita, Rosario, Mongui, Piedecuesta, Silencio, Santa Teresita, Teherán, Valderrama e Miraflores.

## Comuni limitrofi
Gramalote confina con le municipalità di Santiago e di Zulia ad est, con quelle di Sardinata e Lourdes a nord e a ovest, con Villacaro a ovest e con Salazar a sud.

## Storia

### Contesto del movimento di colonizzazione in Colombia
Dopo il periodo della conquista spagnola venne quello della colonizzazione di tutto il Nuovo Mondo.